# Jan XIX (koptyjski patriarcha Aleksandrii)
Jan XIX (ur. 1855, zm. 21 czerwca 1942) – 89. patriarcha Kościoła koptyjskiego w latach 1929–1942.